# Jim True-Frost
Jim True-Frost (nato Jim True; Greenwich, 31 luglio 1966) è un attore statunitense.

## Biografia
Jim True-Frost è un attore attivo principalmente in campo televisivo, conosciuto principalmente per avere interpretato in The Wire il poliziotto Roland "Prez" Pryzbylewski.
Sposatosi nel 1999 con Cora Frost, ha preso il cognome di quest'ultima dopo il matrimonio. Da lei ha avuto un figlio (Leo) e una figlia (Phoebe).

## Filmografia

### Cinema
- L'ombra di mille soli (Fat Man and Little Boy-Shadow Makers), regia di Roland Joffé (1989)
- Singles - L'amore è un gioco (Singles), regia di Cameron Crowe (1992)
- Mister Hula Hoop (The Hudsucker Proxy), regia di Joel ed Ethan Coen (1994)
- Crocevia per l'inferno (Normal Life), regia di John McNaughton (1996)
- Far Harbor, regia di John Huddles (1996)
- Affliction, regia di Paul Schrader (1997)
- Off the Map, regia di Campbell Scott (2003)
- Winter Passing, regia di Adam Rapp (2005)
- Slippery Slope, regia di Sarah Schenck (2006)
- Memorie di pesce rosso (Diminished Capacity), regia di Terry Kinney (2008)
- Sympathetic Details, regia di Benjamin Busch (2008)
- Company Retreat, regia di Campbell Scott (2009)
- The Conspirator, regia di Robert Redford (2010)
- Saint Frances, regia di Alex Thompson (2019)
- The Mental State, regia di James Camali (2023)

### Televisione
- Crime Story - serie TV, episodio 1x01 (1986)
- W.E.I.R.D. World, regia di William Malone - film TV (1995)
- Homicide (Homicide: Life on the Street) - serie TV, episodio 4x15 (1996)
- Ultime dal cielo (Early Edition) - serie TV, episodio 1x10 (1996)
- Law & Order: Criminal Intent - serie TV, 2 episodi (2002-2010)
- The Wire - serie TV, 50 episodi (2002-2008)
- Karen Sisco - serie TV, episodio 1x05 (2003)
- Law & Order - I due volti della giustizia (Law & Order) - serie TV, 2 episodi (2005-2008)
- Medium - serie TV, episodio 3x15 (2007)
- CSI: Miami - serie TV, episodio 6x09 (2007)
- Law & Order - Unità vittime speciali (Law & Order: Special Victims Unit) - serie TV, 3 episodi (2009-2022)
- Treme - serie TV, 9 episodi (2010-2013)
- Fringe - serie TV, episodio 2x15 (2010)
- Chase - serie TV, episodio 1x08 (2010)
- Blue Bloods - serie TV, episodio 1x18 (2011)
- 666 Park Avenue - serie TV, 3 episodi (2012)
- The Good Wife - serie TV, episodio 3x21 (2012)
- Elementary - serie TV, episodio 1x18 (2013)
- Hostages - serie TV, 11 episodi (2013-2014)
- Boardwalk Empire - L'impero del crimine (Boardwalk Empire) - serie TV, episodio 5x02 (2014)
- American Odyssey - serie TV, 11 episodi (2015)
- Cold - serie TV, 4 episodi (2016)
- Z: L'Inizio di tutto (Z: The Beginning of Everything) - serie TV, 5 episodi (2017)
- Monsters of God, regia di Rod Lurie - film TV (2017)
- Blindspot - serie TV, episodio 3x10 (2018)
- Manifest - serie TV, 3 episodi (2018-2022)
- Madam Secretary - serie TV, episodio 5x16 (2019)
- Proven Innocent - serie TV, episodio 1x06 (2019)
- The Blacklist - serie TV, episodio 7x15 (2020)
- American Rust - Ruggine americana (American Rust) - serie TV, 5 episodi (2021)
- Yellowstone - serie TV, episodio 4x10 (2022)

### Cortometraggi
- Two Over Easy, regia di Stephen Kay (1992)
- Goodman, regia di Alexandru Mihail (2016)
- Pickup, regia di Jeremiah Kipp (2017)
- Drone, regia di Sean Buckelew (2022)

## Doppiatori italiani
Nelle versioni in italiano delle opere in cui ha recitato, Jim True-Frost è stato doppiato da:
- Marco Guadagno in Singles - L'amore è un gioco
- Edoardo Nevola in Mister Hula Hoop
- Alberto Sette in Law & Order: Criminal Intent (ep. 1x18)
- Gianluca Iacono in Law & Order: Criminal Intent (ep. 9x05)
- Alessio Cigliano in The Wire
- Mino Caprio in CSI: MiamI
- Pierluigi Astore in Fringe
- Enrico Pallini in Law & Order - Unità vittime speciali (ep. 11x05)
- Sergio Lucchetti in Law & Order - Unità vittime speciali (ep. 18x10)
- Raffaele Palmieri in Law & Order - Unità vittime speciali (ep. 23x14)
- Edoardo Stoppacciaro in Blue Bloods
- Fabrizio Picconi in The Good Wife
- Massimo Bitossi in Elementary
- Alberto Bognanni in Hostages
- Andrea Ward in The Blacklist
- Luciano Roffi in Boardwalk Empire - L'impero del crimine
- Vittorio Guerrieri in American Odyssey
- Davide Marzi in Blindspot
- Emilio Mauro Barchiesi in Manifest
- Franco Mannella in American Rust - Ruggine americana
- Oliviero Dinelli in Yellowstone
- Gianluca Machelli in Doc
- Alessandro Budroni in Crime Story - Le strade della violenza (ridoppiaggio)